# گورستان تپه‌سی
قبرستان تپه سی مربوط به سده‌های میانه دوران‌های تاریخی پس از اسلام است و در شهرستان مراغه، بخش سراجو، دهستان سرا جوی شرقی، روستای صومه سفلی واقع شده و این اثر در تاریخ ۲۵ آبان ۱۳۸۷ با شمارهٔ ثبت ۲۳۶۴۲ به‌عنوان یکی از آثار ملی ایران به ثبت رسیده است.